# برنیا ایملاینسیس
برنیا ایملاینسیس (نام علمی: Boronia imlayensis) نام یک گونه از تیره سدابیان است.

## نگارخانه

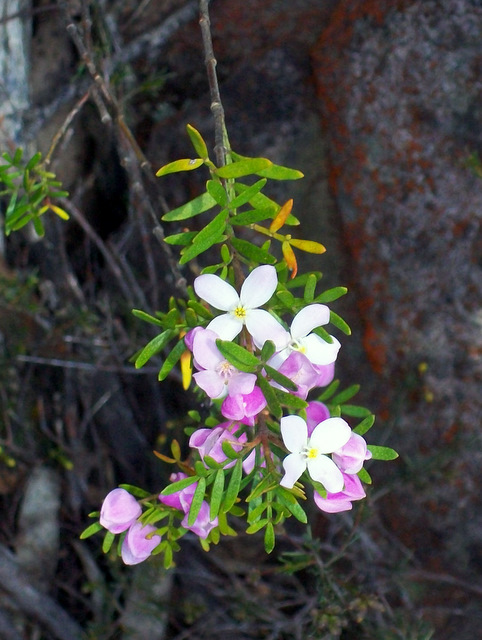
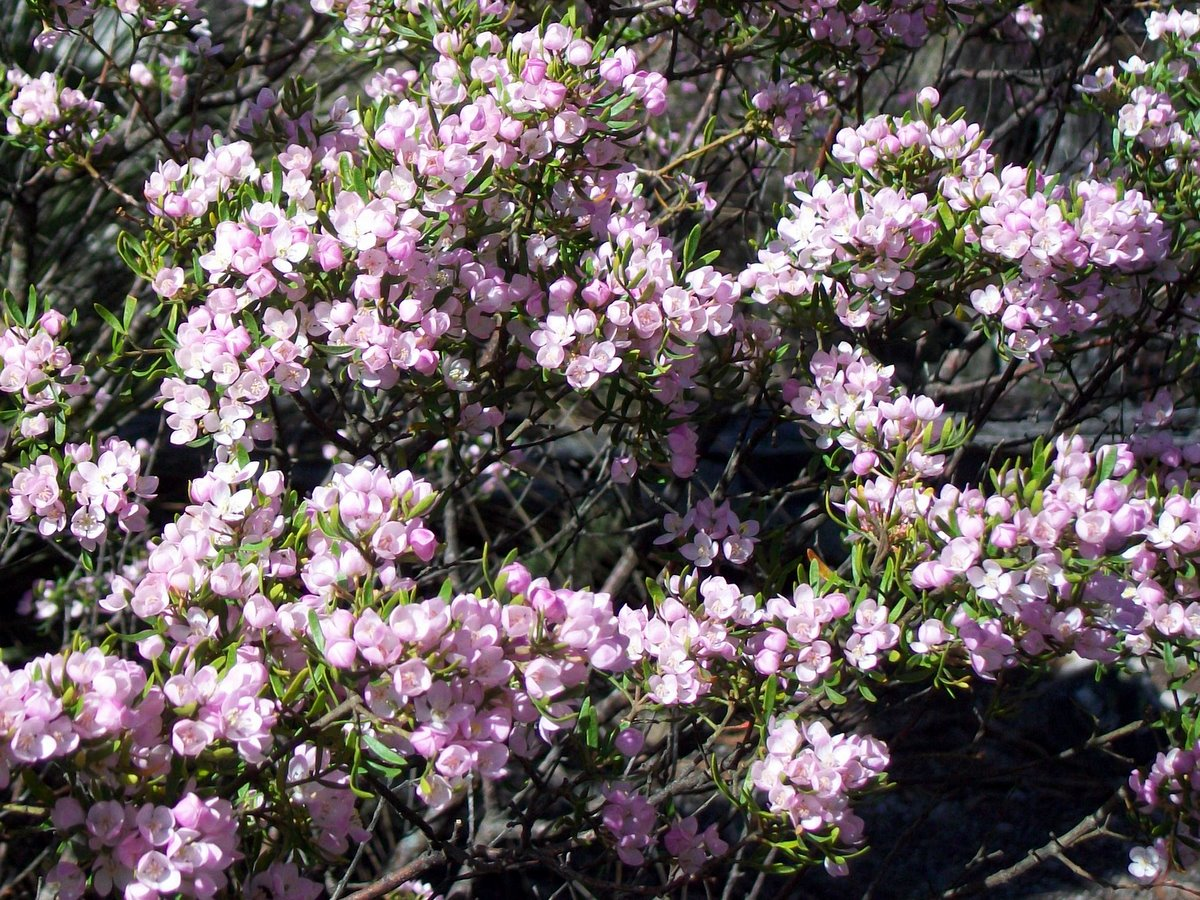
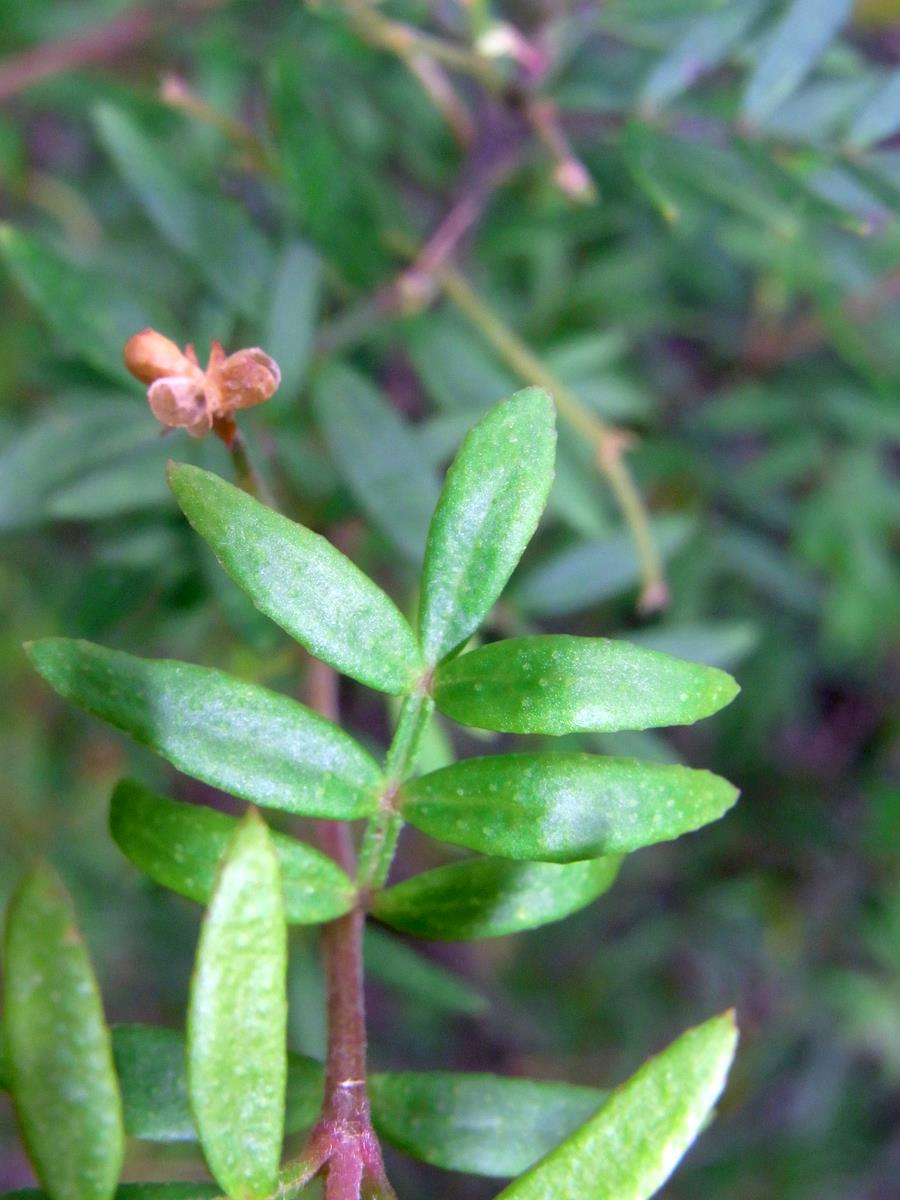
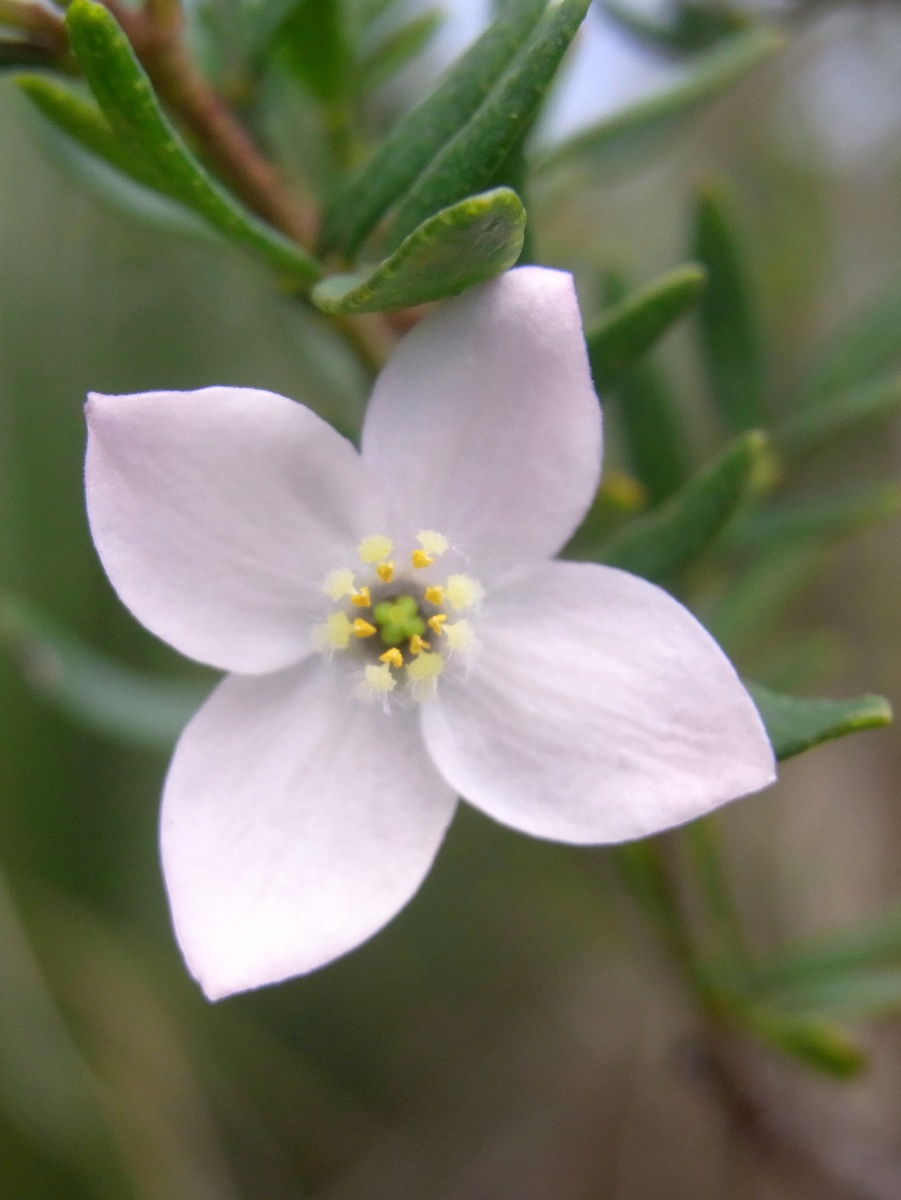
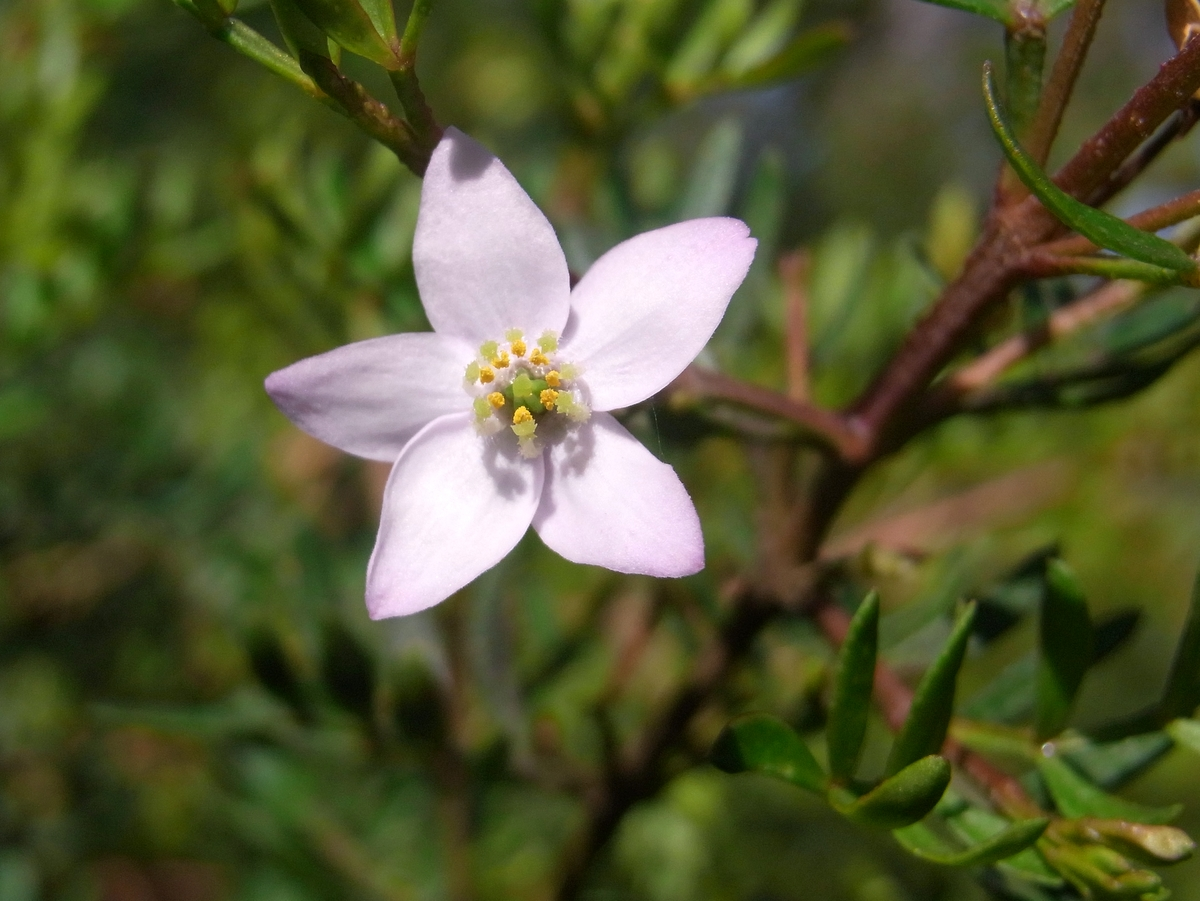
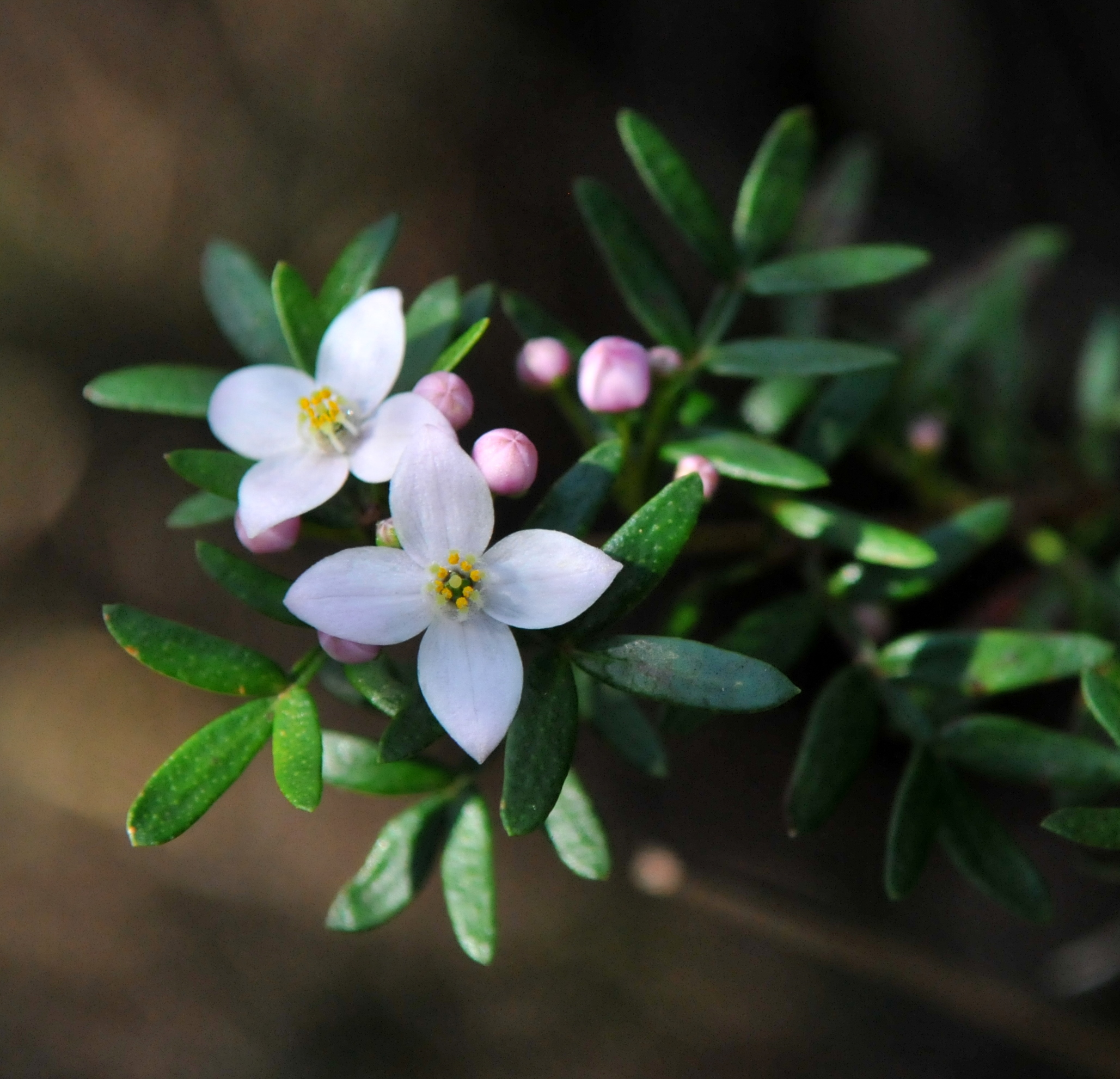
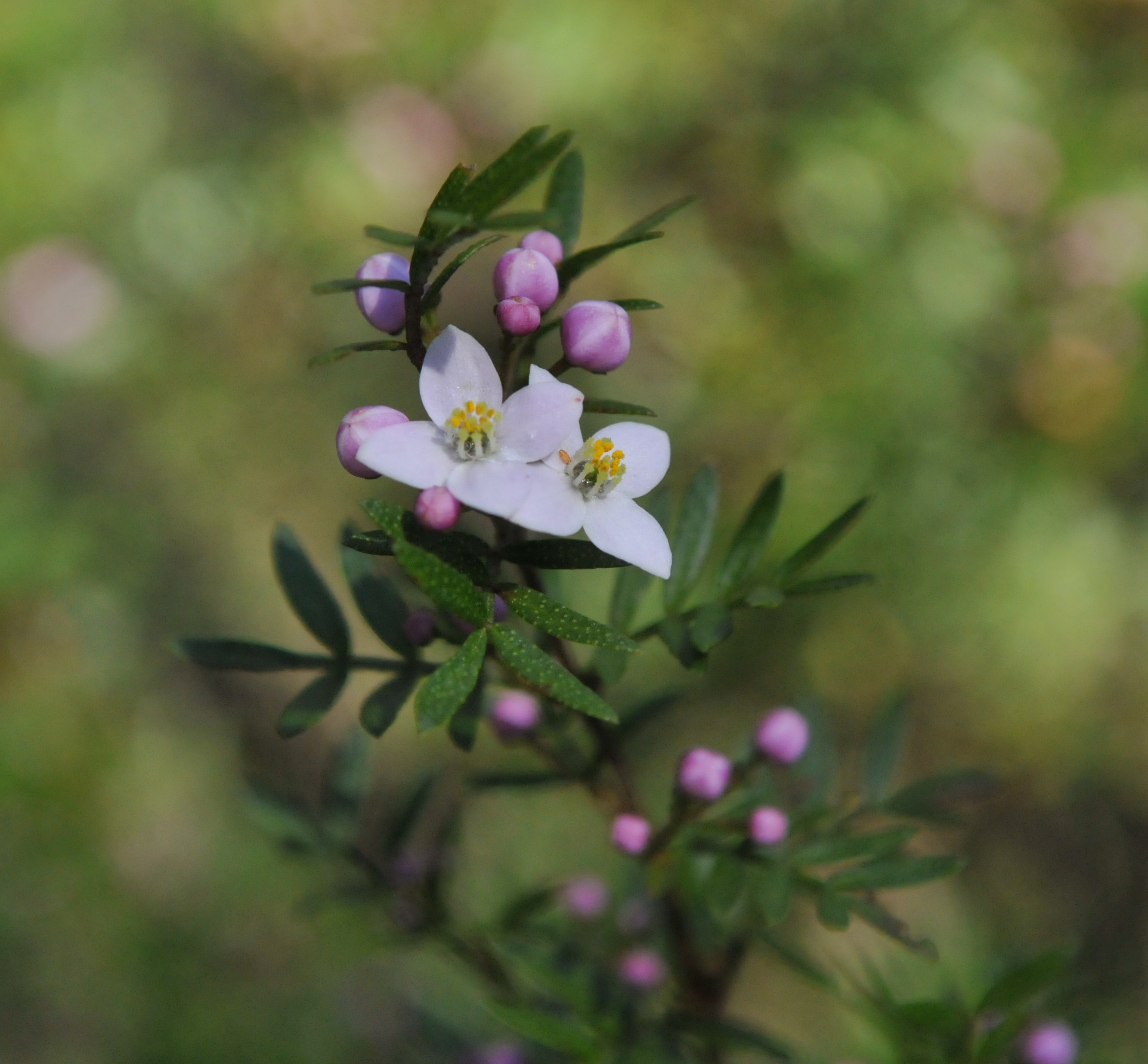